# Atherigona campestris
Atherigona campestris este o specie de muște din genul Atherigona, familia Muscidae, descrisă de Deeming în anul 1971. Conform Catalogue of Life specia Atherigona campestris nu are subspecii cunoscute.